# Taylor County (Florida)
Das Taylor County ist ein County im Bundesstaat Florida der Vereinigten Staaten. Der Verwaltungssitz (County Seat) ist Perry.

## Geschichte
Das Taylor County wurde am 23. Dezember 1856 aus Teilen des Madison County gebildet. Benannt wurde es nach Zachary Taylor, dem 12. Präsidenten der Vereinigten Staaten, dessen Amtszeit von 1849 bis 1851 dauerte.

## Geographie
Das County hat eine Fläche von 3191 Quadratkilometern, wovon 492 Quadratkilometer Wasserfläche sind. Es grenzt im Uhrzeigersinn an folgende Countys: Jefferson County, Madison County, Lafayette County und Dixie County.

## Demographische Daten
Nach der Volkszählung im Jahr 2010 lebten im Taylor County 22.570 Menschen in 10.947 Haushalten. Die Bevölkerungsdichte betrug 8,2 Einwohner pro Quadratkilometer. Ethnisch betrachtet setzte sich die Bevölkerung zusammen aus 75,2 % Weißen, 20,7 % Afroamerikanern, 0,8 % Indianern und 0,7 % Asian Americans. 0,9 % waren Angehörige anderer Ethnien und 1,7 % verschiedener Ethnien. 3,4 % der Bevölkerung bestand aus Hispanics oder Latinos.
Im Jahr 2010 lebten in 30,3 % aller Haushalte Kinder unter 18 Jahren sowie 32,4 % aller Haushalte Personen mit mindestens 65 Jahren. 68,0 % der Haushalte waren Familienhaushalte (bestehend aus verheirateten Paaren mit oder ohne Nachkommen bzw. einem Elternteil mit Nachkomme). Die durchschnittliche Größe eines Haushalts lag bei 2,44 Personen und die durchschnittliche Familiengröße bei 2,93 Personen.
21,9 % der Bevölkerung waren jünger als 20 Jahre, 26,6 % waren 20 bis 39 Jahre alt, 29,3 % waren 40 bis 59 Jahre alt und 22,2 % waren mindestens 60 Jahre alt. Das mittlere Alter betrug 41 Jahre. 55,6 % der Bevölkerung waren männlich und 44,4 % weiblich.
Das jährliche Durchschnittseinkommen eines Haushalts betrug 34.634 USD, dabei lebten 19,1 % der Bevölkerung unter der Armutsgrenze.
Im Jahr 2010 war Englisch die Muttersprache von 95,78 % der Bevölkerung, spanisch sprachen 2,10 % und 2,12 % hatten eine andere Muttersprache.

## Kultur und Sehenswürdigkeiten

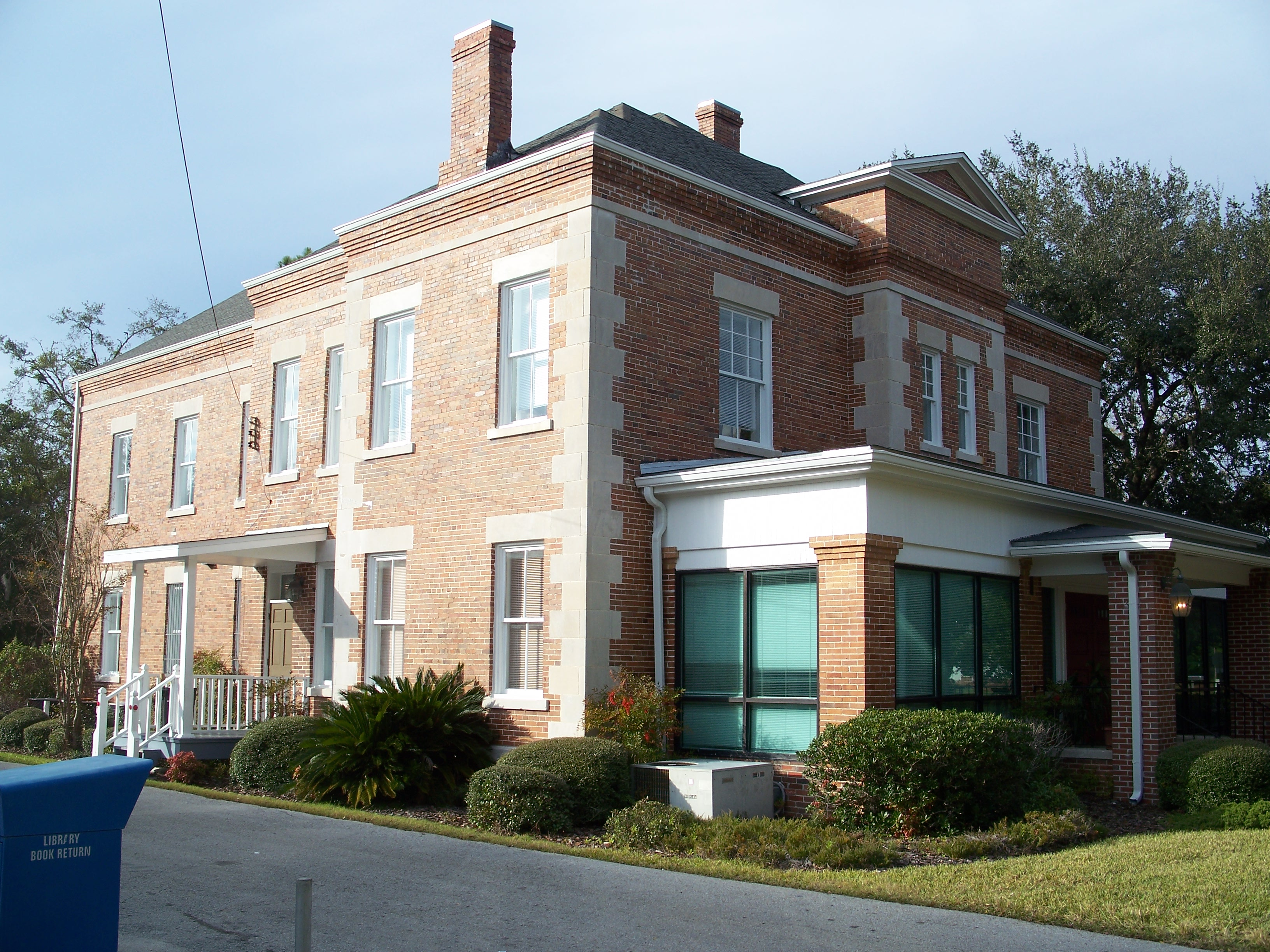
Old Taylor County Jail in Perry (2009). Das Gefängnis wurde im Jahr 1912 erbaut und gilt als ältestes erhaltene Gebäude im County. Am 11. Mai 1989 wurde es gemeinsam mit dem Old Perry Post Office als erstes Objekt im Taylor County in das NRHP eingetragen.

Vier Bauwerke im Taylor County sind im National Register of Historic Places („Nationales Verzeichnis historischer Orte“; NRHP) eingetragen (Stand 11. März 2023), darunter das ehemalige County-Gefängnis und eine Kirche.

## Orte im Taylor County
Orte im Taylor County mit Einwohnerzahlen der Volkszählung von 2010:
City:
- Perry (County Seat) – 7.017 Einwohner

Census-designated place:
- Steinhatchee – 1.047 Einwohner